# Zé Barretta
Zé Barretta (1973), também conhecido como Zé Carlos Barretta, é um fotojornalista do Brasil. É colaborador do jornal Folha de S.Paulo. Participou de exposições em São Paulo, Feira de Santana, Espanha e Chipre e foi contemplado com os prêmios Porto Seguro, Visura e AI-AP Latin America Fotografia.

## Biografia
José Carlos Barretta nasceu na cidade de São Paulo no ano de 1973, formado em Geografia na Universidade de São Paulo e seus trabalhos fotográficos lidam com temas ligados à imagem, ao fluxo do tempo e questões contemporâneas sociais, urbanas e ambientais. É fotojornalista colaborador do jornal Folha de S.Paulo desde 2011 e fotógrafo freelancer.

## Obra

### Exposições
- (2019) exposição individual Centro Cultural Câmara dos Deputados (DF), com o ensaio Fe2O3[5]
- (2019) exposição individual na galeria Margem Foto Hub, Natal (RN), com o ensaio Fe2O3[3]
- (2019)  exposição coletiva no Museu de Arte de Cascavel (PR) a ser realizada em novembro, com o ensaio[3]

### Prêmios
- (2010) prêmio Porto Seguro na categoria São Paulo com o ensaio Paisagens Passageiras[3]
- (2015) prêmio Gloc de Fotografia, Águas da Prata (SP), 2º lugar com o ensaio Transitórias Cicatrizes[3]
- (2016) prêmio Visura Photo Grant, finalista com o ensaio Territórios da Resistência[3]
- (2016) prêmio AI-AP Latin America Fotografia 5, finalista com o ensaio Territórios da Resistência[3]